# Junior Alvarado
Junior Alvarado Ramírez (Liberia, 3 de julio de 1988) es un futbolista profesional costarricense que juega como defensa y actualmente se encuentra sin equipo.

## Trayectoria
Inició su carrera con el equipo de Liberia Mía en el 2008, equipo con el cual se proclamaría campeón del campeonato de  Verano 2009. En el 2011 se vincularía al Club Sport Herediano, equipo con el que se proclamaría campeón del Verano 2012, Verano 2013 y del Verano 2015, donde además ha obtenido los subcampeonatos del Invierno 2011, Invierno 2012, Invierno 2013 e Invierno 2014. 

## Clubes
| Club                 | País       | Año               |
| -------------------- | ---------- | ----------------- |
| Liberia Mía          | Costa Rica | 2008 - 2010       |
| Barrio México        | Costa Rica | 2010 - 2011       |
| Club Sport Herediano | Costa Rica | 2011 - Actualidad |

## Palmarés
| Título           | Club                 | Año         |
| ---------------- | -------------------- | ----------- |
| Primera División | Liberia Mía          | Verano 2009 |
| Primera División | Club Sport Herediano | Verano 2012 |
| Primera División | Club Sport Herediano | Verano 2013 |
| Primera División | Club Sport Herediano | Verano 2015 |